# Skiftegang
Skiftegang anvendes synonymt med ’forbandt’ eller ’murstensforbindelser’, og beskriver ordningen af stenene i en som regel teglsat mur (jf. ill.).  Terminologi og dateringsrammer kan variere stærkt fra land til land. Dansk teglstenskunst domineres i middelalderen af to typer af skiftegange; munkeskifte (a-b) og polsk skifte (c). Begge typer kan ses med stærke uregelmæssigheder. 

## Munkeskifte
Munkeskifte (to løbere, én binder), er af de to skiftegange langt mest udbredt, og kendes tilbage til teglstenskunstens introduktion i landet o. 1150. De tidligste eksempler ses i klosterkirkerne i Ringsted og Sorø, og endnu i senmiddelalderen dominerede skiftegangen alle dele af landet. Anvendelsen af munkeskiftet aftager i løbet af 1500-tallets anden del, men var i sjældne tilfælde endnu i brug efter 1600, eksempelvis kirketårnet i Tårnby på Amager.
Navnlig i senmiddelalderen spores en øget interesse for at oplægge munkeskiftet efter strenge principper, hvor binderne i de enkelte skifter placeres i nøje forhold til hinanden (a-b). I den mest almindelige variant, som ses i alle landsdele, placeres binderne, så de danner et zigzag-mønster ned igennem facaden (munkeskifte 1), men undtagelsesvis er binderne lagt, så de i stedet danner diagonale bånd (munkeskifte 2). En målrettet undersøgelse vil utvivlsomt både kunne præcisere, hvornår denne systematik sætter ind og påvise flere varianter af munkeskiftet, eventuelt med stærke regionale tilhørsforhold. De forskellige oplægningsprincipper for munkeskifte har kun ringe indflydelse på den færdige murs fremtoning, og deres brug skal næppe tillægges arkitektonisk betydning. Snarere fortæller de om de enkelte håndværkeres personlige rutine og faglige baggrund. 

## Polsk skifte
Polsk skifte (én løber, én binder) kan i modsætning til munkeskiftet kun oplægges efter ét system, og henføres i Danmark ofte til middelalderens sidste del. Således benævnes det også ’yngre munkeforbandt’ foruden ’vendisk skifte’.  Polsk skifte var dog allerede i brug i 1200-tallet, bl.a. i Nordlunde Kirke på Lolland, og er næppe introduceret meget senere end teglstenskunsten. Ligesom munkeskiftet blev polsk skifte udfaset i løbet af 1500-tallet, men endnu 1590 anvendtes det i koret på Valløby Kirke på Stevns.
Også brugen af polsk skifte kan have været afhængigt af håndværkernes faglige baggrund, men en nøje overvejet konstruktiv anvendelse kan ikke udelukkes, da skiftegangen indeholder langt flere bindere end munkeskiftet og dermed danner et stærkere murværk. Når den befæstede herregård Gl. Estrups vestfløj o. 1500 udførtes i munkeskifte mod gården og polsk skifte mod angrebssiden, kan det tillægges, at netop denne side skulle være særlig modstandsdygtig; med de mange bindere var det polske skifte dyrere i brug end munkeskiftet, og kan derfor være blevet rationeret. Denne kalkulerede brug genkendes i flere af Den tyske Ordens borge i Polen, som har de nedre partier udført i polsk skifte og de øvre i munkeskifte.  Det polske skifte har herhjemme langt fra samme massive udbredelse som munkeskiftet. Muligvis har det kun spillet en større rolle på Fyn, hvor skiftegangen hyppigt indgår i senmiddelalderligt kirkebyggeri.

## Vekselskifte
I løbet af 1500-tallet blev både munkeskiftet og det polske skifte næsten helt fortrængt af ´vekselskiftet´, der dannes af rene binder- og løberskifter (d-e). Skiftegangen findes i to varianter som bestemmes af løbernes placering. Er løberne placeret lodret over hinanden er vekselskiftet udført som ’blokskifte’ (e), mens der er tale om ’krydsskifte’, hvis løberne i hvert andet skifte er forskubbet en halv sten til siden (d). Af de typer er krydsskiftet dog altdominerende i Danmark, fra skiftegangens introduktion og frem til i dag, hvor skiftegangen stadig er populær.
I Danmark menes vekselforbandtet traditionelt først introduceret i første halvdel af 1500-tallet,  men allerede i 1400-tallet anden del var forbandtet indiskutabelt i brug. Både tårnoverdelen ved Assens Vor Frue Kirke fra o. 1470 og dele af tårnet ved Middelfart Sankt Nikolaj Kirke fra o. 1510-20 er opført i krydsskifte.  
De to bygningsafsnit, som begge er dendrokronologisk dateret, er endnu de tidligste hjemlige eksempler på krydsskifte, hvilket må ses i lyset af netop disse tårnes internationale relationer. Navnlig i Assens må købstadstårnets nærmeste arkitektoniske forbilleder søges i Nederlandene, hvor krydsskiftet formodes at have sin oprindelse, og allerede var den dominerende skiftegang o. 1300.  Tårnet er sandsynligvis opført af nederlandske håndværkere, og formodninger om, at skiftegangen kom til landet via Vestslesvig, kan således betvivles.

## Hollandsk skifte
En skiftegang der kun sjældent ses i Danmark er hollandsk skifte, også kaldet binderskifte (f). Skiftegangen, der kan beskrives som en blanding af polsk skifte og vekselskiftets binderskifter, kendes alene fra efterreformatoriske sammenhænge, eksempelvis fra byggerier på Kronborgs bastioner fra o. 1600. 